# Eenie Meanie
Eenie Meanie ist ein US-amerikanischer Spielfilm aus dem Jahr 2025 von Regisseur und Drehbuchautor Shawn Simmons mit Samara Weaving und Karl Glusman. Der Titel ist ein Kofferwort aus einem Abzählreim und englisch mean ‚gemein‘.

## Handlung
Edie, auch bekannt als „Eenie Meanie“, ist eine ehemalige Fluchtwagenfahrerin, die eigentlich mit ihrer kriminellen Vergangenheit abgeschlossen hatte.
Allerdings schuldet ihr Ex-Freund John einem Kriminellen drei Millionen Dollar. Um die Schulden abzubezahlen, soll sich Edie für einen geplanten Coup in einem Spielkasino erneut hinters Steuer setzen.

## Produktion und Hintergrund
Der Film wurde von Reese Wernick Productions und 20th Century Studios produziert, als Produzenten fungierten Rhett Reese, Paul Wernick und Marty P. Ewing. Die Dreharbeiten fanden in der ersten Jahreshälfte 2024 unter dem Arbeitstitel Stickshift im US-Bundesstaat Ohio statt, gedreht wurde unter anderem in Cleveland und Toledo.
Die Kamera führte Tim Ives, die Musik schrieb Bobby Krlic, auch bekannt als The Haxan Cloak und die Montage verantwortete Chris Patterson. Das Production-Design gestaltete Cece De Stefano und das Kostümbild Jennifer Starzyk.
Shawn Simmons gab mit diesem Film sein Langspielfilm-Debüt. Zuvor war er Autor bei verschiedenen Fernsehserien. Die Produzenten Rhett Reese und Paul Wernick waren unter anderem Autoren der Zombieland- und der Deadpool-Filmreihe.
In den USA erhielt der Film ein R-Rating.

## Veröffentlichung
Ein erster Trailer erschien Anfang August 2025. In den USA soll der Film auf Hulu und in Deutschland auf Disney+ jeweils am 22. August 2025 veröffentlicht werden.